# Кафаджи Олександр Михайлович
Олександр Михайлович Кафаджи (нар. 10 лютого 1945, Одеса, УРСР) — радянський український футболіст грецького походження, виступав на позиції нападника та півзахисника, а згодом — футбольний арбітр національної категорії та інспектор ФФУ.

## Кар'єра гравця
Вихованець клубу «Локомотив» (Одеса). У 1964 році розпочав футбольну кар'єру в одеському «Чорноморці». У 1967 році перейшов до харківського «Металіста». У 1971 році знову захищав кольори «Чорноморця». Потім виступав у клубах «Динамо» (Хмельницький) та «Кривбас» (Кривий Ріг). У 1974 році завершив кар'єру футболіста в чернівецькій «Буковині».
По завершенні кар'єри виступав в аматорських клубах Одеси. Працював футбольним суддею республіканської категорії та інспектором ФФУ. Також працював у Федерації футболу міста Одеси.

## Досягнення

### Як гравця
- Перша ліга чемпіонату СРСР
  -  Бронзовий призер (2): 1969, 1971